# Nash Peak
Der Nash Peak ist ein 1600 m hoher und markanter Berggipfel im Nordwesten der antarktischen Ross-Insel. Er ragt 2,2 km nordwestlich des Gipfels von Mount Bird auf.
Das New Zealand Geographic Board benannte ihn im Jahr 2000 nach Walter Nash (1882–1968), Neuseelands Premierminister von 1957 bis 1960, der zu den Unterzeichnern des Antarktisvertrags gehört.